# Hydnellum peckii
Espèce
Synonymes
- Calodon diabolus (Banker) Snell[2]
- Calodon peckii (Banker) Snell & E.A. Dick[2]
- Hydnellum diabolus Banker[2]
- Hydnellum rhizopes Coker[2]
- Hydnum diabolus (Banker) A.H. Sm.[2]
- Hydnum peckii (Banker) Sacc.[2]

Hydnellum peckii, l'Hydnelle de Peck, est une espèce de champignons basidiomycètes de la famille des Bankeraceae.

## Description
L'Hydnelle de Peck est représentée par des sporophores au chapeau de 30 à 80 mm de diamètre (voire 100mm), presque plat, irrégulièrement arrondi et bosselé. Coloré de blanc rosé au début, il prend une teinte foncée grenue à maturité allant du rosé-vineux au chocolat-au-lait pâle voire au brun-vineux. La marge est plus claire que le reste du chapeau, épaisse et arrondie,. En période humide et de croissance active, les jeunes sujets exsudent des gouttes de sudation rouge-sang, fréquemment transpercés d'aiguilles de conifères. L'hyménium est constitué d'aiguillons décurrents mesurant de 1 à 5 mm de long pour 0,2 mm de largeur, blanchâtres à rosés au début se colorant de brunâtre-rosé à brun-vineux en vieillissant, la sporée étant brune. Le pied, mesurant de 10 à 50 mm de long pour 10 à 30 mm de large, cylindrique conique, est court, plein, épais et coloré de brun-roux à brun vineux au sommet. La chair subéreuse-fibreuse, évoquant par cela le liège, est d'un brun cannelle à brun-roux parsemé de petits points foncés et zoné de bandes pâles et foncées de façon concentrique. Le champignon possède une odeur acidulée et une saveur particulièrement piquante,,,. 
Hydnellum peckii présente des spores arrondies à elliptiques, irrégulièrement ornées de bosses grossières
et obtuses, de couleur brun clair, mesurant de 5 à 6 μm de long pour 4 à 4,5 μm de large. Elles sont portées par groupe de quatre par des basides clavées mesurant de 20 à 27 μm de long pour 7 à 8 μm de large. Aucune cystide n'est visible sur cette espèce. Les hyphes du chapeau sont larges de 2 à 5,5 μm cloisonnées et surtout bouclées par endroits.

## Confusions possibles
Hydnellum peckii a longtemps été confondue avec l'espèce très proche Hydnellum ferrugineum. Elle s'en différencie principalement par le goût de sa chair, très piquante ainsi que par la coloration rose pâle de cette dernière, parsemée de petits points foncés,.

## Écologie et répartition
L'Hydnelle de Peck pousse de façon isolée ou cespiteuse sur la terre parmi les mousses et les aiguilles, dans les forêts de conifères, surtout les pinèdes, sur sol acide. Elle est visible en été et en automne au sein des régions montagnardes et subalpines de l'Europe et de l'Amérique du Nord où elle est assez répandue.

Hydnellum peckii, l'Hydnelle de Peck
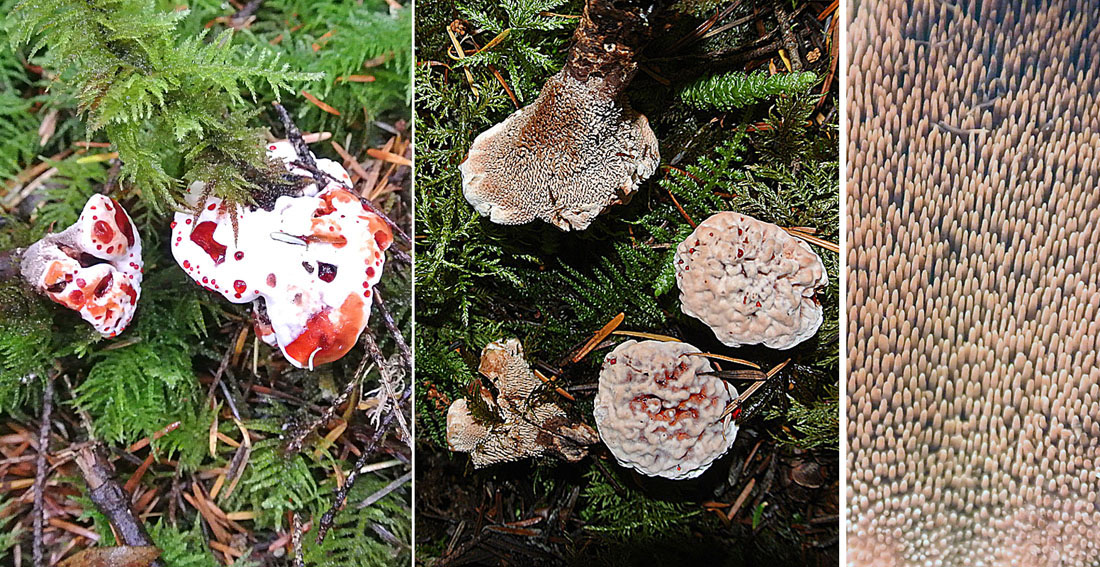
Jeunes spécimens et leurs aiguillons
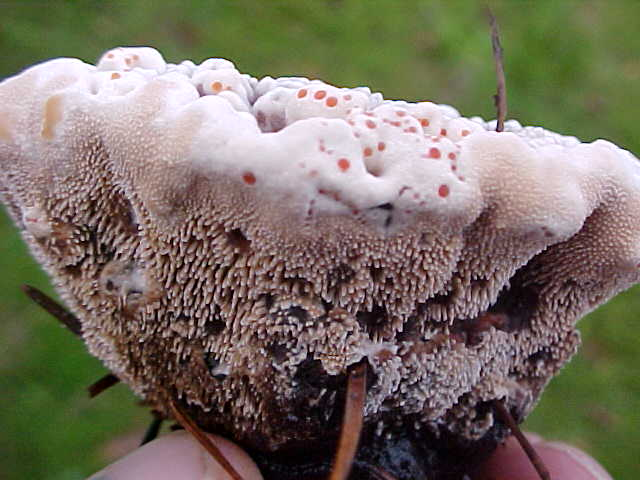
profil
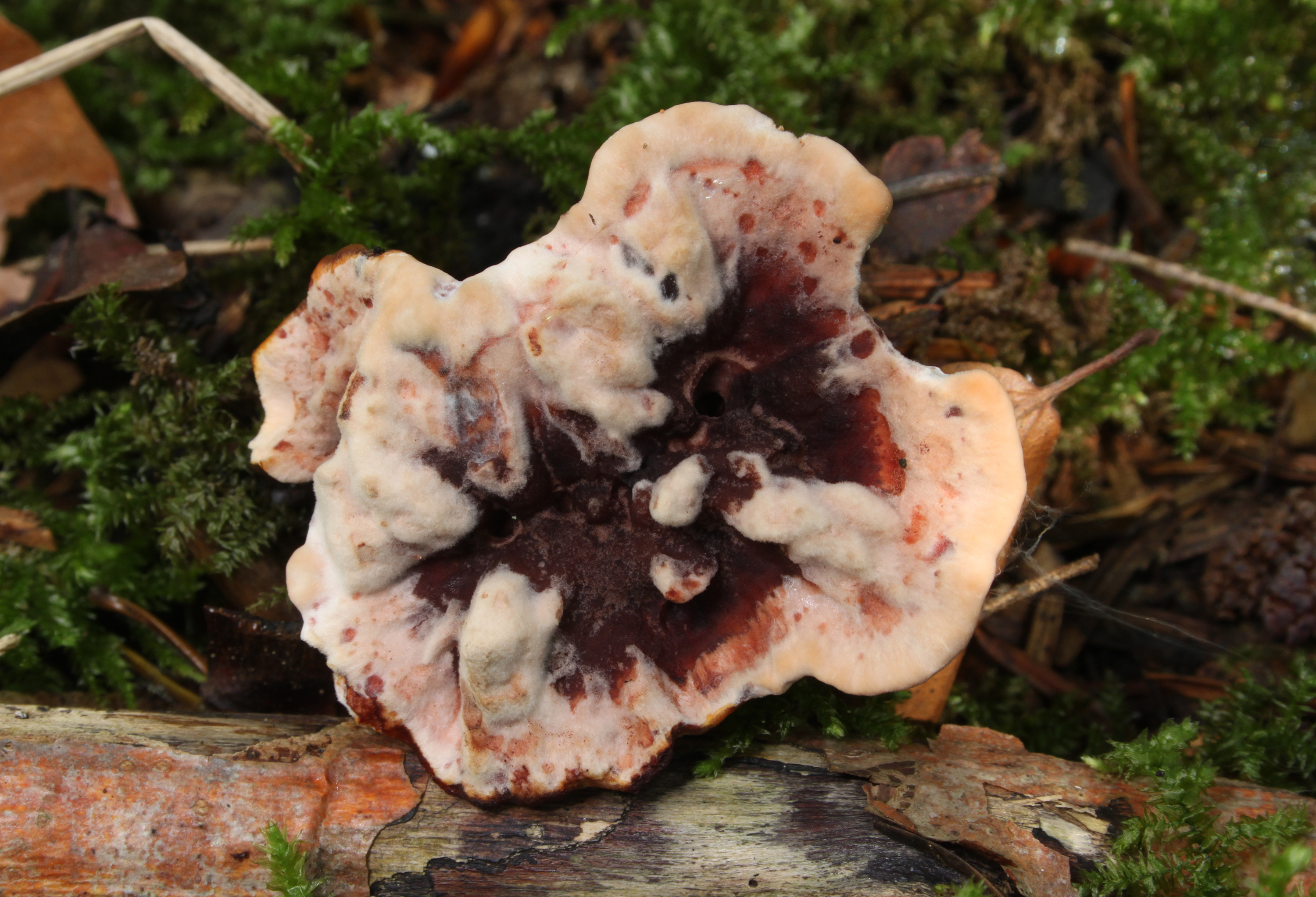
Spécimen vieillissant